# Крофт, Ли
Ли Роберт Крофт (англ. Lee Robert Croft; 26 июня 1985, Хайгер Энд) — английский футболист, полузащитник. Выступал за «Манчестер Сити» и «Норвич Сити».

## Карьера
Профессиональная карьера Ли Крофта начиналась в клубе «Манчестер Сити». Игрок провёл в команде 28 матчей. Также забил 1 гол (31 октября 2005 года в матче с «Астон Виллой»). Сезон 2004/05 провёл в «Олдем Атлетик». Там футболист сыграл 12 матчей. 31 июля 2006 года перешёл в Норвич Сити. Сумма трансфера составила 700000 £. Первый матч за канареек Крофт сыграл на Карроу Роуд против «Барнсли». Счёт той встречи 5:1 в пользу «Норвич Сити», и Крофт тогда отметился забитым мячом. В декабре 2008 Крофт стал ключевым игроком в матче против «Ипсвич Таун». В конце сезона 2008/09 Крофт стал игроком сезона в Норвиче. После вылета команды из Чемпионшип игрок перешёл в «Дерби Каунти».

## Достижения
- Обладатель Кубка Шотландии: 2013/14